# Astracantha hareftae
Astracantha hareftae là một loài thực vật có hoa trong họ Đậu. Loài này được (Nab.) Greuter miêu tả khoa học đầu tiên năm 1986.